# Evangeline Lilly
Nicole Evangeline Lilly (Fort Saskatchewan, Alberta, Canadà, 3 d'agost de 1979) és una actriu canadenca que es fou famosa gràcies al paper de Kate Austen a la sèrie de televisió Lost.
Evangeline Lilly va néixer a Fort Saskatchewan, Alberta el 1979. Va ser descoberta en els carrers de Kelowna, British Columbia per la prestigiosa Agència de Models Ford. Encara que al principi va decidir no continuar la carrera de model, finalment va signar, per a ajudar a pagar els seus estudis a la Universitat de British Columbia. Lilly va fundar i va dirigir un comitè per al desenvolupament i els drets humans a la Universitat de British Columbia. Posteriorment, va viure junt un grup de missioners a la jungla de les Filipines i ha estat voluntària en projectes per a la infància des de la primerenca edat de 14 anys.
L'èxit de Lost la va dur a la primera plana de la popularitat als Estats Units, arribant a ser la segona dona més sexy del món, segons les revistes ''TV Guide i FHM (2007).

## Informació personal
- Els seus sobrenoms coneguts són "Evi" i "Monkey" (Mico). Els seus companys a Lost la cridaven "Monkey" (Mico) a causa de la seva habilitat per a pujar als arbres.
- Té dues germanes.
- Va estar casada amb Murray Hone.
- Va treballar com a hostessa i parla un fluid francès.
- El seu paper a Lost és el seu primer paper parlat. Anteriorment havia treballat a la publicitat, en un anunci de llet i un d'una línia de contactes telefònics anomenada Live Links.
- Durant certes "acrobàcies" que va fer mentre es trobava sota els efectes de l'alcohol es va trencar una dent. L'anomena la seva Dent francesa, car va ocórrer a França i l'hi van substituir allà.
- Va comentar que si li deixessin dur tan sols un objecte a una illa deserta duria probablement la seva Bíblia.
- Odiava el seu cos als 15 anys, ja que era tan maca que els homes sols miraven l'exterior.
- Va tenir una gran depressió.

## Premis
- Nominada l'any 2007 al Golden Globe Award com a millor actriu de drama per Lost.[8]
- Nominada l'any 2007 al Saturn Award com a millor actriu de televisió per Lost.

## Filmografia

### Cinema
- Ant Man (2015) Hope Van Dyne
- The Hobbit: The Desolation of Smaug (2013) Tauriel
- Real Steel (2011) .... Bailey
- Magma Suit (2010)
- The Hurt Lucker (2008) .... Connie James
- Et après (Afterwards) (2008) .... Claire
- The Long Weekend (2005) .... Simone
- Stealing Sinatra (2003) .... Model en un anunci
- Freddy vs. Jason (2003) .... Estudiant
- The Lizzie McGuire Movie (2003).... Agent de policia

### Televisió
- Punk'd (2007) .... Com ella mateixa
- Lost (2004-2010) .... Kate Austen
- Kingdom Hospital (2004) .... Xicota de Benson
- Tru Calling (2003) .... Convidada de la festa
- Smallville (2002) .... Xicota de Wade
- Judgment Day (2002) .... Noia